# Bobby Jaggers

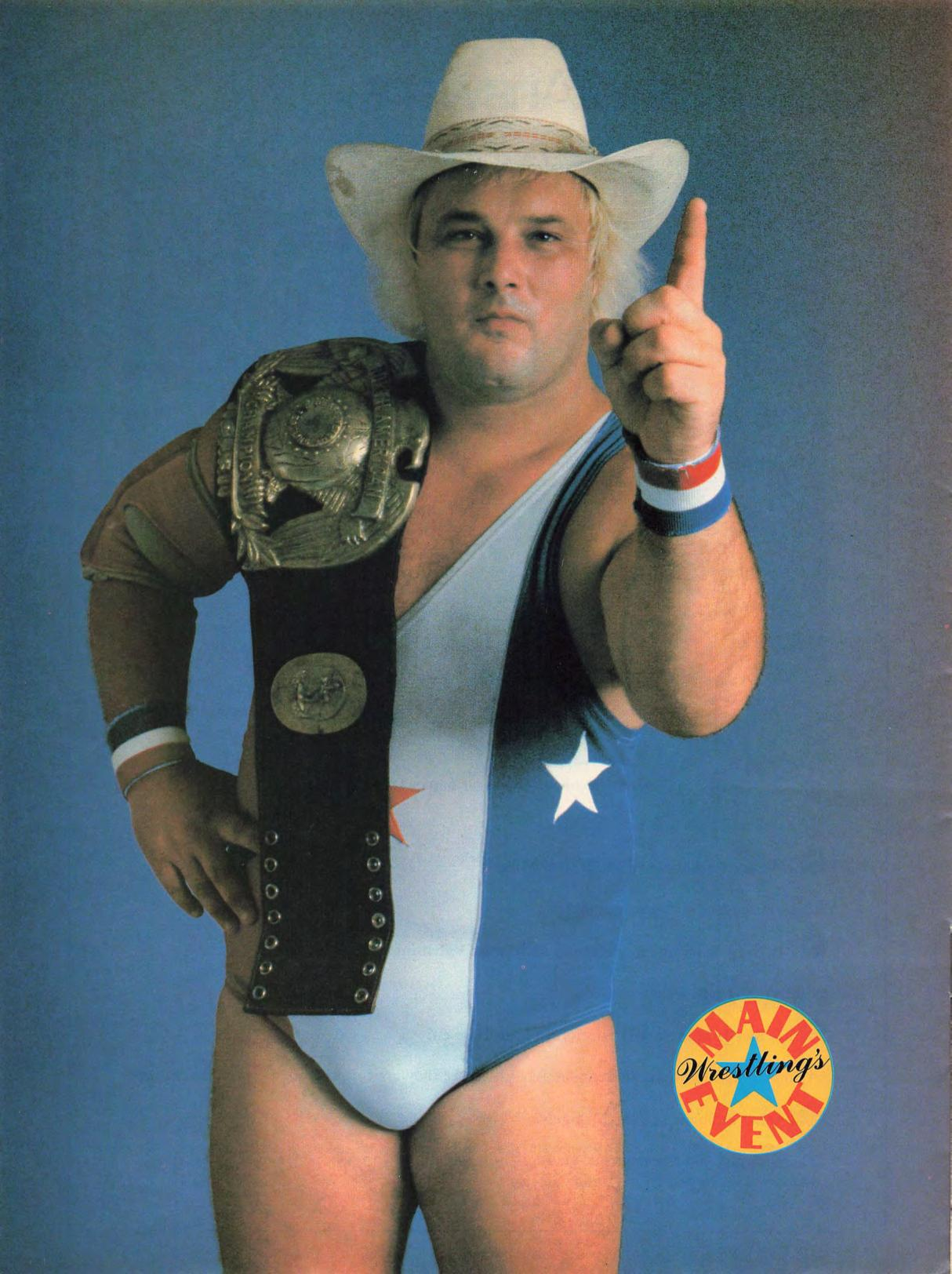
Bobby Jaggers en 1982, con el cinturón del Campeonato Norteamericano de los Pesos Pesados de la WWC.

Bobby Jaggers (8 de enero de 1948 - 30 de septiembre de 2012) fue un luchador profesional estadounidense.

## Primeros años
Nació como Robert F. Jeaudoin en Vancouver (Washington), Bobby Jaggers asistió a la Secundaria Hudsons Bay. En diciembre de 1966, se unió al ejército de los Estados Unidos y pasó un año y medio en Vietnam.
Al regresar a casa, Jaggers trabajó en una fábrica de galletas Nabisco en Washington, hasta que conoció a Sandy Barr, a quien acredita para salvar su vida, ya que sufrió después de Vietnam, cuando Barr le preguntó si quería ser un luchador, él inmediatamente dijo que sí.

## Carrera de luchador profesional

### 1972-1977
Debutó con el nombre de Bobby Mayne (después de su favorito luchador Lonnie Mayne) en 1972 en el noroeste del Pacífico contra Al Madril, Bobby Jaggers aprendido su oficio. Poco después de su debut, se trasladó a Memphis, donde se asoció con Charlie Fulton y fue dirigido por Sir Steve Clements. En 1973, se trasladó a Kansas City, donde llamó la atención de Dory Funk, Jr., que lo quería en su territorio Amarillo, en la que se dividió su tiempo entre los dos territorios.
En 1975, después de una breve estancia en San Francisco, fue a Luisiana para trabajar para Bill Watts, donde formó un equipo con Jerry Brown. Más tarde se trasladó a Canadá en Vancouver, trabajando para Al Tomko y Wrestling All-Star, pero no duró mucho, ya que salió después de una pelea con Gene Kiniski. Luego se mudó a Atlanta en Georgia Championship Wrestling, donde se unió a Sterling Golden, que con el tiempo se convertiría en uno de los luchadores más emblemáticos del mundo, Hulk Hogan. También lucharía en Knoxville por un tiempo, antes de trasladarse a Florida.

## Muerte
Jaggers falleció el 30 de septiembre de 2012 de insuficiencia renal después de un largo período de mala salud por la hepatitis C, que él había contraído, mientras estuvo al servicio en Vietnam. Fue enterrado en el cementerio de Dunlap con todos los honores militares.

## En lucha
- Movimientos finales
  - Elbow drop[1]
  - Reversed neckbreaker[1]

## Campeonatos y logros
- Central States Wrestling

- NWA Central States Tag Team Championship (1 vez) - con Moondog Moretti
- NWA Central States Television Championship (1 vez)

- Championship Wrestling from Florida

- NWA Florida Heavyweight Championship (1 vez)
- NWA Florida Tag Team Championship (1 vez) - con R.T. Tyler
- NWA Southern Heavyweight Championship (Florida version) (1 vez)

- Continental Wrestling Association

- AWA Southern Heavyweight Championship (1 vez)

- NWA All-Star Wrestling

- NWA Canadian Tag Team Championship (Vancouver version) (1 vez) - con Chris Colt

- NWA Tri-State

- NWA Brass Knuckles Championship (Tri-State version)
- NWA United States Tag Team Championship (Tri-State version) (1 vez) - con Jerry Brown

- NWA Western States Sports

- NWA Western States Heavyweight Championship (1 vez)
- NWA Western States Tag Team Championship (1 vez) - con Randy Tyler

- Pacific Northwest Wrestling

- NWA Pacific Northwest Heavyweight Championship (4 veces)
- NWA Pacific Northwest Tag Team Championship (2 veces) - con Rip Oliver (1) y David Sierra (1)

- Professional Wrestling Florida

- FCW Tag Team Championship (1 vez) - con Black Bart

- Southwest Championship Wrestling

- SCW Southwest Heavyweight Championship (1 vez)
- SCW Southwest Tag Team Championship (2 veces) con - Luke Williams (1) y Buddy Moreno (1)

- Universal Wrestling Federation (Arizona)

- UWF Western States Tag Team Championship (1 vez) - con Chris Colt

- World Wrestling Council

- WWC Caribbean Tag Team Championship (1 vez) - con Dan Kroffat
- WWC North American Heavyweight Championship (1 vez)
- WWC Puerto Rico Heavyweight Championship (1 vez)